# Hưng Yên (stad)
Hưng Yên is een stad in Vietnam en is de hoofdstad van de provincie Hưng Yên. Hưng Yên telt ruim 121.000 inwoners. De oppervlakte van de stad bedraagt ongeveer 46,86 km².
De stad ligt ongeveer 45 kilometer ten zuidoosten van Hanoi aan de rechter oever van de Rode Rivier. Er zijn een aantal Nationale wegen (Quốc lộ) die naar Hưng Yên leiden, te weten Quốc lộ 38 en de Quốc lộ 39.
De stad is onderverdeeld in de volgende administratieve eenheden: 
- Phường An Tảo
- Phường Hiến Nam
- Phường Hồng Châu
- Phường Lam Sơn
- Phường Lê Lợi
- Phường Minh Khai
- Phường Quang Trung
- Xã Bảo Khê
- Xã Hồng Nam
- Xã Liên Phương
- Xã Quảng Châu
- Xã Trung Nghĩa

## Zie ook

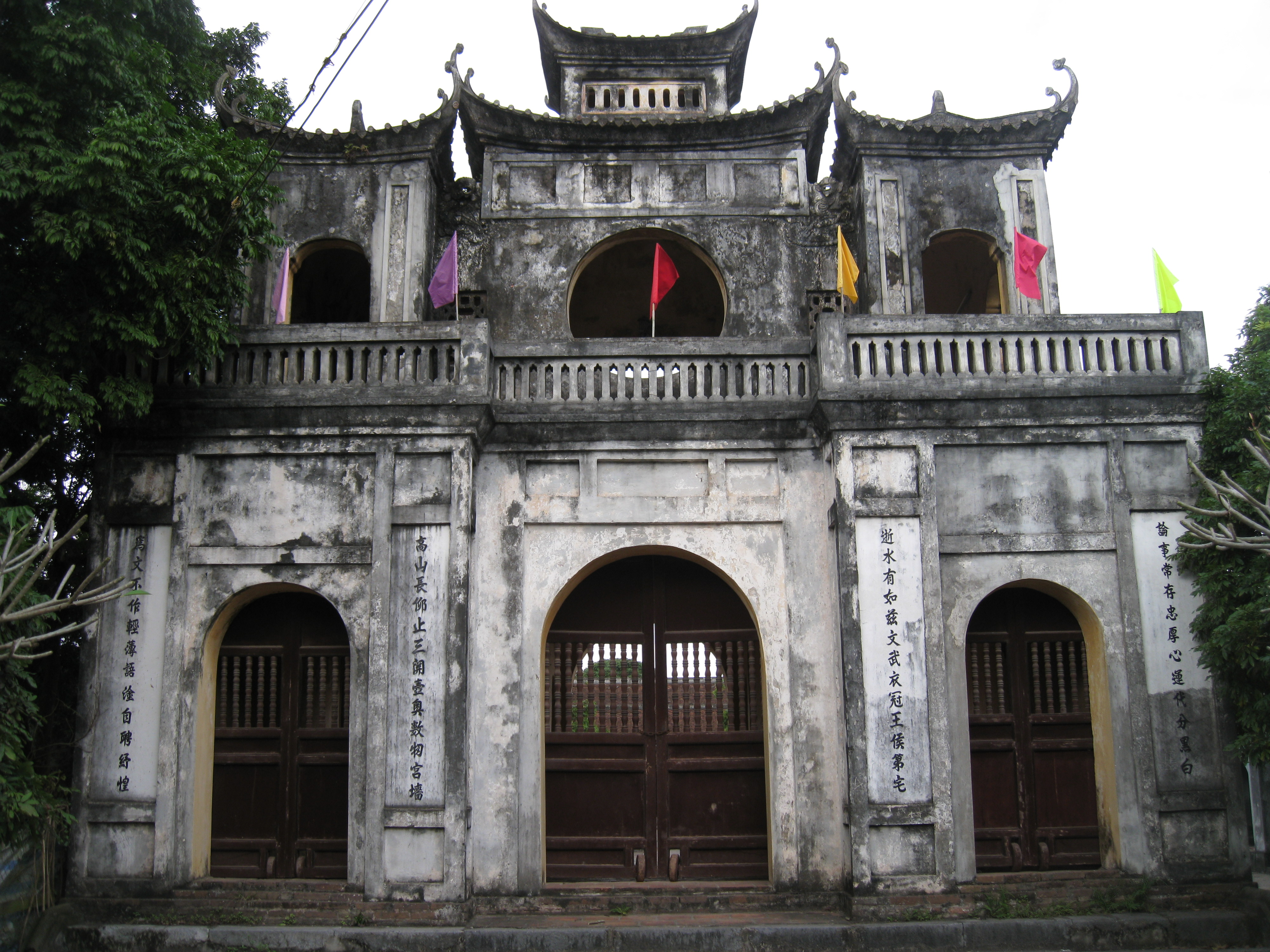
Văn_miếu_Xích_Đằng